# ロドニー・フレンド
ロドニー・フレンド（Rodney Friend, 1939年8月6日 - ）は、イギリスのヴァイオリン奏者。
ブラッドフォードの生まれ。12歳の時に奨学金を受けてロンドン王立音楽院に入学し、フレデリック・グリンケにヴァイオリンを学んだ。1964年からロンドン・フィルハーモニー管弦楽団のコンサートマスターに就任。1976年からニューヨーク・フィルハーモニックのコンサートマスターに転任した後、1981年からイギリスに戻り、BBC交響楽団のコンサートマスターを務めた。また、イギリスに戻ったその年から王立音楽大学のヴァイオリン科の教授に着任している。2010年からケンブリッジ国際弦楽アカデミーを創始し、芸術監督の任に当たった。
2015年にMBEを叙勲。